# Алый, Яков
Яков Алый (настоящая фамилия — Суховольский) (1880 — сентябрь 1920) — рабочий, анархо-коммунист, литератор. Член секретариата конференции «Набат».

## Биография
Яков Суховольский родился в 1880 годе в Елисаветграде, в рабочей семье. В начале XX века присоединился к анархистам и взял псевдоним Алый, принимал активное участие в революции 1905—1907 годов. За революционную деятельность отбывал каторгу, с которой вернулся в 1917 году.
Вернувшись в Елисаветград, Яков возглавил группу анархо-синдикалистов. В ноябре 1918 участвовал в создании Конфедерации анархистов Украины Набат и её органа «Набат», бессменный член Секретариата КАУ. В январе — мае 1919 — организатор анархо-синдикалистского движения в Харькове, Екатеринославе, Киеве. В статьях, опубликованных в «Набате», критиковал большевизм. К июню 1919 года в связи с угрозой ареста перешёл на нелегальное положение.
С августа 1919 входил в РПАУ, сотрудник культпросветотдела Военно-революционного совета (ВРС) РПАУ. После разгрома А. И. Деникина и прихода на Украину красных в январе 1920 вернулся в Харьков, но после короткого периода легальной работы вновь ушёл в подполье. В апреле 1920 года на нелегальной конференции КАУ включён в состав официальной делегации Секретариата, которая должна была направиться к Н. И. Махно для установления связи с повстанчеством. Вместе с другими членами делегации Яков был арестован ВУЧК по обвинению в связях с Махно, после 9-дневной голодовки освобожден. В июне 1920 года с большой группой активистов КАУ из Харькова присоединился к РПАУ, летом 1920 года работал в культпросветотделе махновцев.
После заключения Старобельского соглашения махновцев с советской властью (октябрь 1920) Яков, находившийся в этот момент в Харькове, выехал в Гуляй-Поле вместе с И. Гутманом и Сафьяном, в качестве представителей Секретариата КАУ, направленных для возобновления связей с махновцами и налаживания анархической работы на подконтрольных махновцам территориях. В пути все трое пропали без вести в районе станции Миллерово.